# George Plantagenet

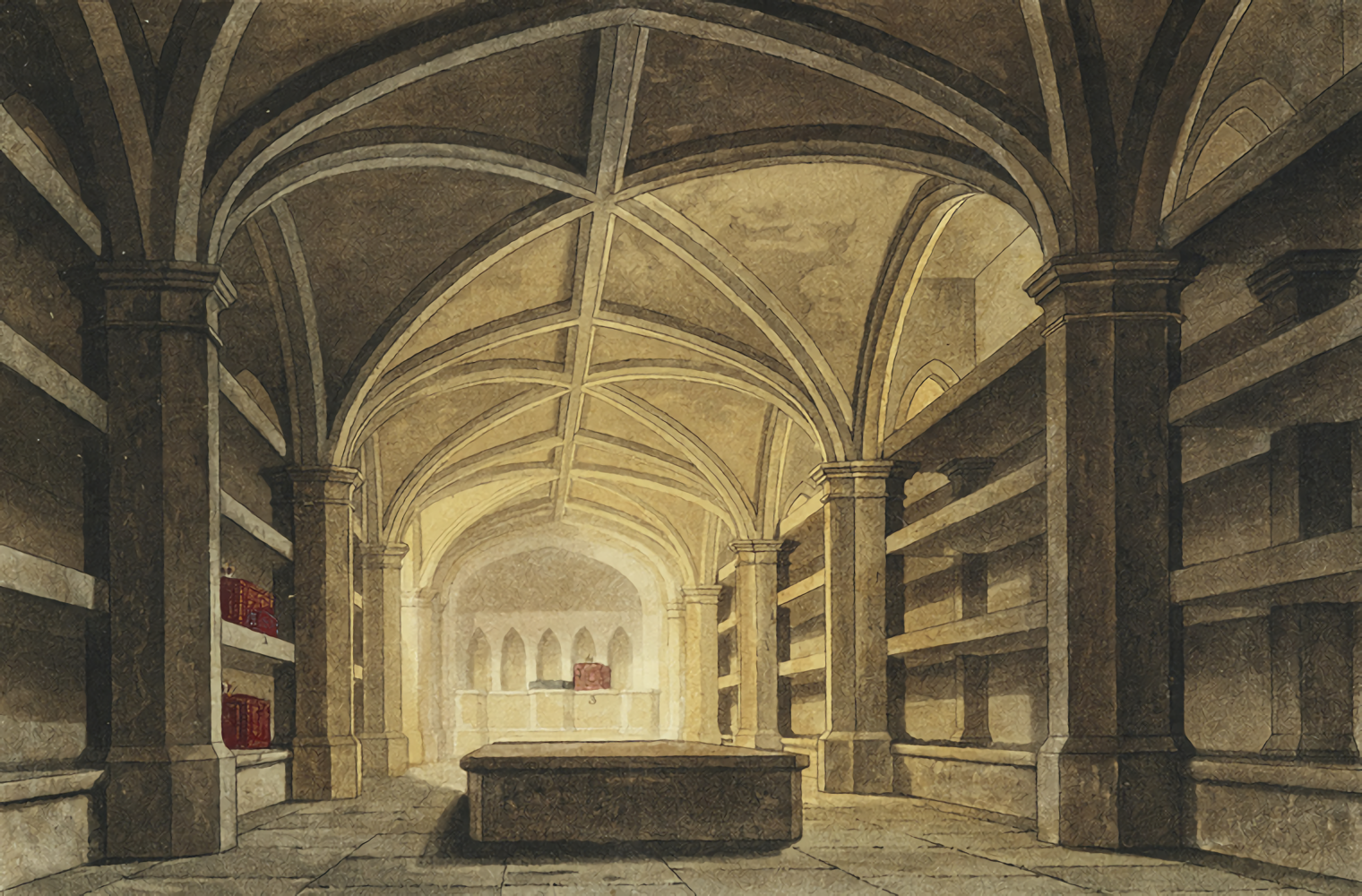
Grafkelder van St George's Chapel (Windsor Castle)

George Plantagenet (Windsor Castle, maart 1477 – Windsor Castle, maart 1479), ook George van York genoemd, was het achtste kind van koning Eduard IV van Engeland en koningin Elizabeth Woodville. 
Zijn vader creëerde hem eerste hertog van Bedford, nadat het Engels Parlement de machtige George Neville (1457-1483) had afgezet als hertog van Bedford. Tevens kreeg de baby de titel van Lord Lieutenant of Ireland. Dit was een formaliteit, niet omwille van de babyleeftijd van George maar wel omdat de titel pas in de 17e eeuw enige militaire inhoud kreeg.
George stierf aan de builenpest en werd begraven in de kapel van St George’s in Windsor Castle. Tijdens zijn korte leven was George nog een legitiem kind van Elizabeth Woodville, want in 1483 verklaarde het parlement al haar kinderen bastaardkinderen.